# Perugino
Pietro di Cristoforo Vannucci dit Perugino (Città della Pieve, prop de Perusa, c. 1448 — Fontignano, febrer del 1523) va ser un pintor italià del Renaixement, adscrit a l'escola d'Umbria. Va pintar sobretot obres de caràcter religiós, i els seus quadres ofereixen poca varietat; tot i que mostren molta gràcia i harmonia.

## Biografia
Perugino va formar-se amb l'estudi de les obres de Piero della Francesca i d'Andrea del Verrocchio, dels quals probablement va ser deixeble a Florència entre 1470 i 1472, en companyia de Leonardo da Vinci. Va treballar principalment a Umbria, Florència i Roma, però també a Lucca, Bolonya, Venècia, Cremona, Ferrara i Milà.
Entre les seues obres de joventut, cal destacar les Escenes de la vida de sant Bernat (1473), L'Adoració dels Reis Mags (1476) i diverses marededéus disperses entre nombrosos museus de tot Europa, que durant molt de temps van ser atribuïdes a Verrocchio. Totes aquestes obres palesen la influència dels seus dos mestres.
Va treballar a Roma a partir de l'any 1478. Entre 1480 i 1482, va contribuir a la decoració al fresc de la Capella Sixtina al costat d'altres grans mestres de l'època. Perugino hi va pintar tres escenes, dues en col·laboració amb Pinturicchio (El baptisme de Crist i Moisès viatjant vers Egipte). Alliberant-se a poc a poc de l'exemple de Piero della Francesca, va anar donant més importància a la claredat, l'equilibri i el classicisme de les formes a les seues composicions.
En les obres de Perugino, igual que en les de Pinturicchio o les del jove Rafael, que fou el seu alumne, el paisatge no és un simple element decoratiu al darrer pla del quadre, sinó que s'hi estableix un diàleg entre aquest i les figures del primer pla, amb el propòsit d'inscriure-les a l'espai amb unes relacions harmonioses. Aquesta concepció té l'avantatge de permetre al pintor trobar un equilibri perfecte entre l'evocació d'allò real i la construcció mental.
L'any 1485, Pietro Vanucci va ser nomenat ciutadà d'honor de Perusa, cosa que li va valdre el sobrenom de Perugino.
Una vegada la seua reputació va quedar establerta, la seua activitat va esdevenir frenètica. Va obrir dos tallers —l'un a Perusa i l'altre a Florència— per fer front als nombrosos encàrrecs que li arribaven. En aquest moment, la seua obra ateny la maduresa, amb grans composicions inscrites en vastos espais oberts. La seua producció es va multiplicar, però potser perdé qualitat, atès que no devia tenir prou temps per rematar les obres.
L'any 1493, va casar-se a Fiesole amb la filla de l'arquitecte Luca Fancelli, amb la qual tingué 7 fills.

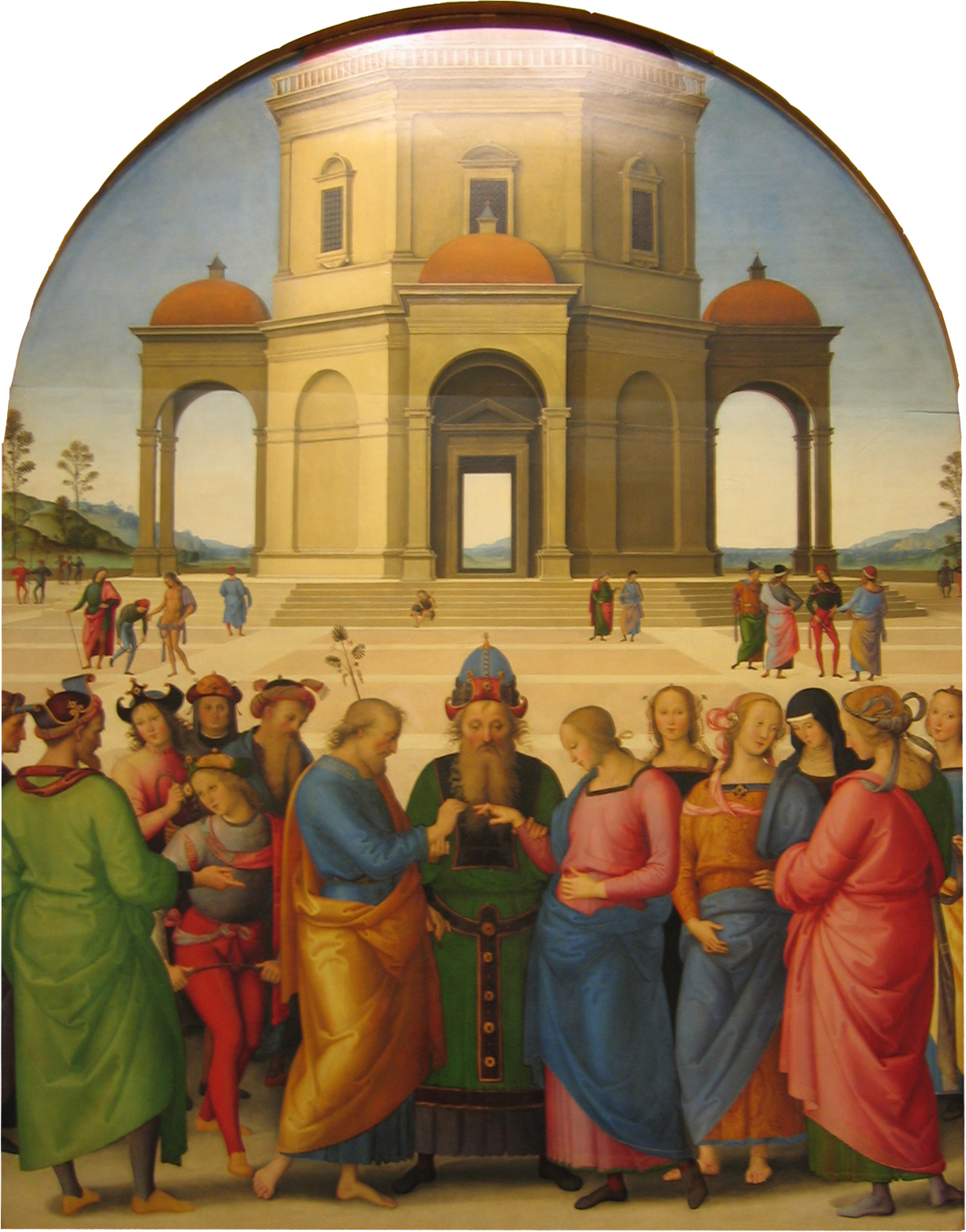
Les esposalles de la Mare de Déu, entre 1500 i 1504, Museu de Belles Arts de Caen

- Entre 1494 i 1495 va fer una Pietà i el fresc de la Crucifixió per a l'església de Santa Maria Maddalena de Pazzi.
- Entre la fi de 1495 i 1496, sota comanda dels decemvirs de Perusa, va fer per a la capella de l'Ajuntament un retaule (avui dia disgregat, una part del qual es conserva a Perusa i l'altra al Vaticà) que representa la Mare de Déu amb Jesús als genolls, rodejats per sant Llorenç, sant Lluís de Tolosa, i sant Herculà i sant Constant, patrons de la ciutat.
- Del 1496 al 1499, va fer sota comanda dels monjos benedictins, un políptic per a l'altar major de l'església de Sant Pere a Perusa, que va ser desmuntat a les acaballes del segle xvi, arran de la renovació de l'església. El panell central representa l'Ascensió de Jesús amb els dotze Apòstols, la Mare de Déu i àngels; al capdamunt, hi és Déu en majestat. A la predel·la, hi ha l'Adoració dels Reis Mags, el Baptisme de Crist, la Resurrecció i dos panells que mostren els sants patrons de Perusa. Finalment, davall de les columnes, a un costat i a l'altre de l'Ascensió, hi havia sis panells representant sants benedictins.
- Entre 1500 i 1504, va pintar les Esposalles de la Mare de Déu i la Resurrecció. D'aquest anys, data la seua amistat amb el jove Rafael, que va aprendre d'ell la tècnica de la pintura.
- L'any 1502, Perugino va rebre la comanda d'un retaule per al capítol dels Agustins de Perusa, però la realització en va ser ajornada fins a l'any 1512 i l'obra va quedar inacabada a la mort de l'artista. El retaule va ser disgregat l'any 1683. Un fragment que representa Sant Joan Evangelista i sant Agustí es troba al Museu dels Agustins de Tolosa de Llenguadoc. Els altres fragments es troben dispersos entre Perusa, el Louvre, Alabama, Lió i Grenoble.

En els darrers anys de la seua vida, va treballar intensament per a les principals esglésies d'Umbria i Toscana, i per a Isabella Gonzaga, per a qui va fer la Lluita entre Amor i Castedat l'any 1505. El 1508, va decorar la volta de la sala «Incendio del Borgo» al Vaticà. A partir d'aquesta data, va treballar a Perusa i la seua rodalia, i hom constata un cert empobriment del seu estil i una repetició de les seues més grans composicions.
A Assís, a la basílica de Santa Maria dels Àngels (Santa Maria degli Angeli), construïda al segle xvi sobre l'emplaçament de la capella de la Porziuncola —una petita capella feta des del segle vi, on l'any 1208, sant Francesc va fundar el seu orde— ha estat descoberta una obra que s'ha atribuït a Perugino, de la qual se'n desconeixia l'existència, arran dels treballs de restauració de la capella. Es tracta d'un fresc que representa la Crucifixió, que hauria estat pintat el 1486, any en què Perugino va visitar Assís durant el mes d'agost, tal com constaten els arxius.
Va morir de pesta al febrer del 1523.
Perugino va exercir una forta influència sobre Fiorenzo di Lorenzo.
Giorgio Vasari va incloure la seua biografia en Le Vite.

## Obres

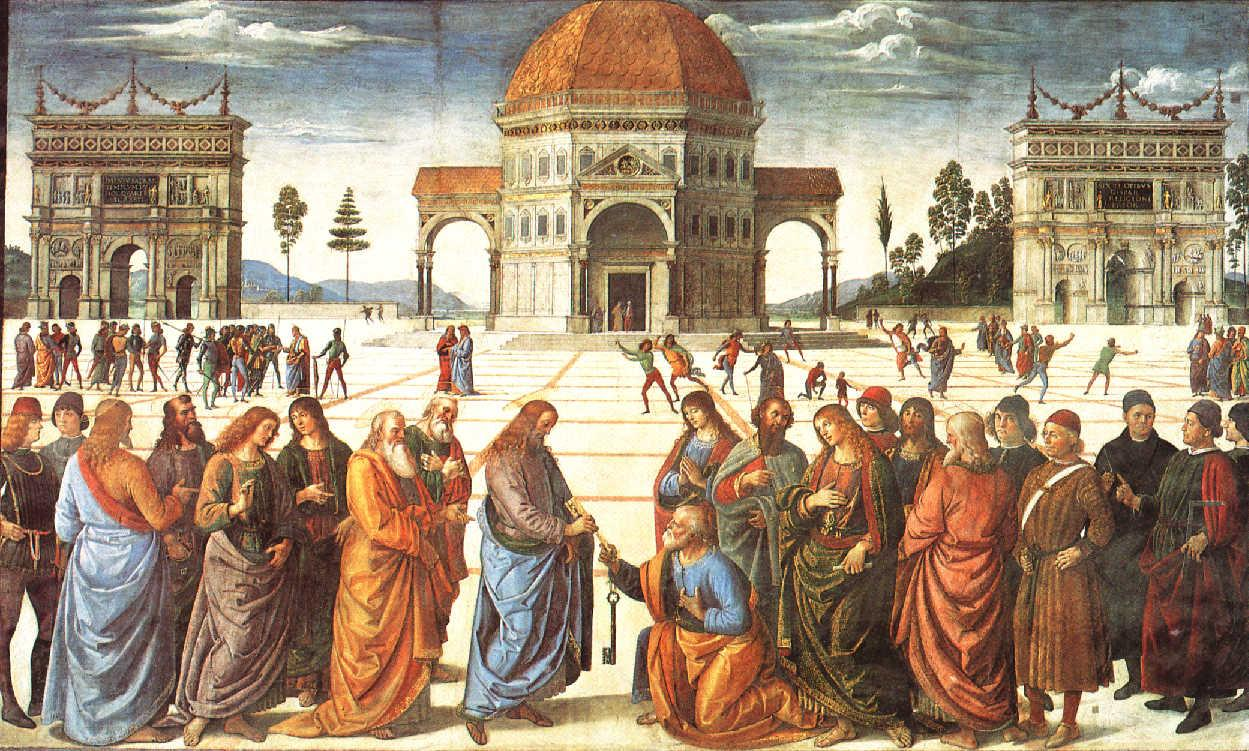
Lliurament de les claus a sant Pere (1481),
fresc, 335 x 550 cm, Capella Sixtina, Roma

Llista no exhaustiva

### Città della Pieve
- Adoració dels Reis Mags (1504) a l'oratori de Santa Maria dei Bianchi
- Baptisme de Jesús a la catedral
- Madonna in Gloria e Santi a la catedral
- Davallament de la Creu a l'església de Santa Maria dei Servi
- San Antonio Abate tra i SS. Marcello e Paolo Eremita a l'església de Sant Pere

### Roma
- Pinacoteca Vaticana: 
  - Mare de Déu amb l'Infant i sant Llorenç, Sant Lluís de Tolosa i els sants Herculà i Constant (Retaule dels Decemvirs), (1495-1496), Pintura al tremp sobre fusta, 193 x 165 cm,
- Capella Sixtina :
  - Lliurament de les claus a sant Pere

### Florència
- Pietà (1495) al Palau Pitti
- Crucifixió (1496) a l'església de Santa Maria Maddalena de' Pazzi

### AFrança
- Al Museu del Louvre de París: 
  - Apol·lo i Mart
  - Sant Sebastià
- Al Museu de Belles Arts de Caen :
  - Les esposalles de la Mare de Déu

- Al Museu de Belles Arts de Nancy :
  - La Mare de Déu, l'Infant Jesús i sant Joan

- Al Museu dels Agustins de Tolosa de Llenguadoc :
  - Sant Joan Evangelista i sant Agustí (part d'un retaule encarregat pel capítol dels Agustins de Perusa l'any 1502, desmembrat l'any 1683)

- Al Museu de Belles Arts de Lió :
  - Nostre Senyor en glòria
  - L'Ascensió de Crist

### AlsEstats Units d'Amèrica
- Art Institute of Chicago :
  - Lamentació al peu de la Creu, Oli sobre fusta, (c. 1500).
  - L'Adoració de l'Infant Jesús (Escenes de la vida de Crist), Pintura al tremp sobre fusta, (entre 1500 i 1505)

## Galeria

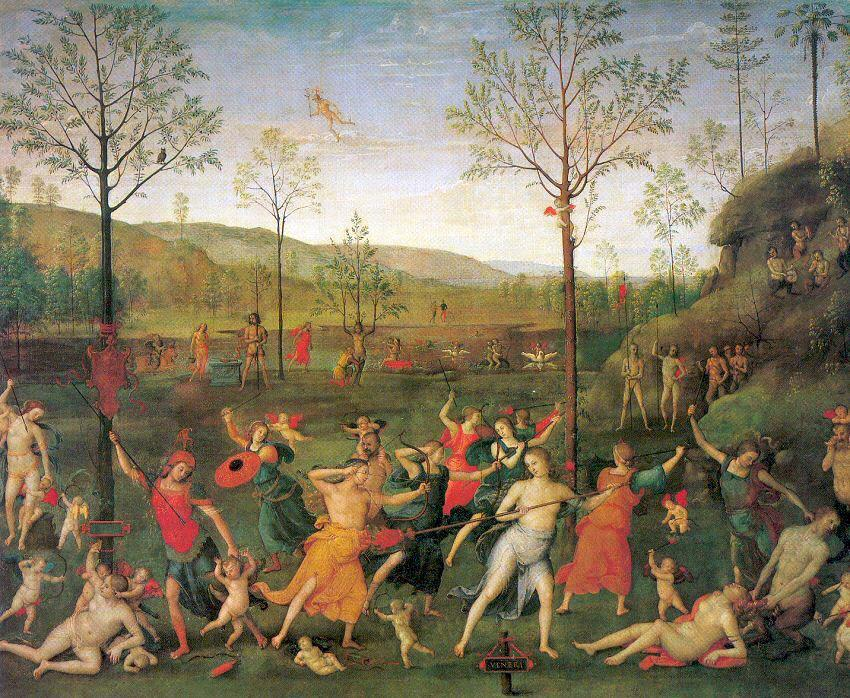
El combat entre l'Amor i la Castedat (c. 1503-1505)
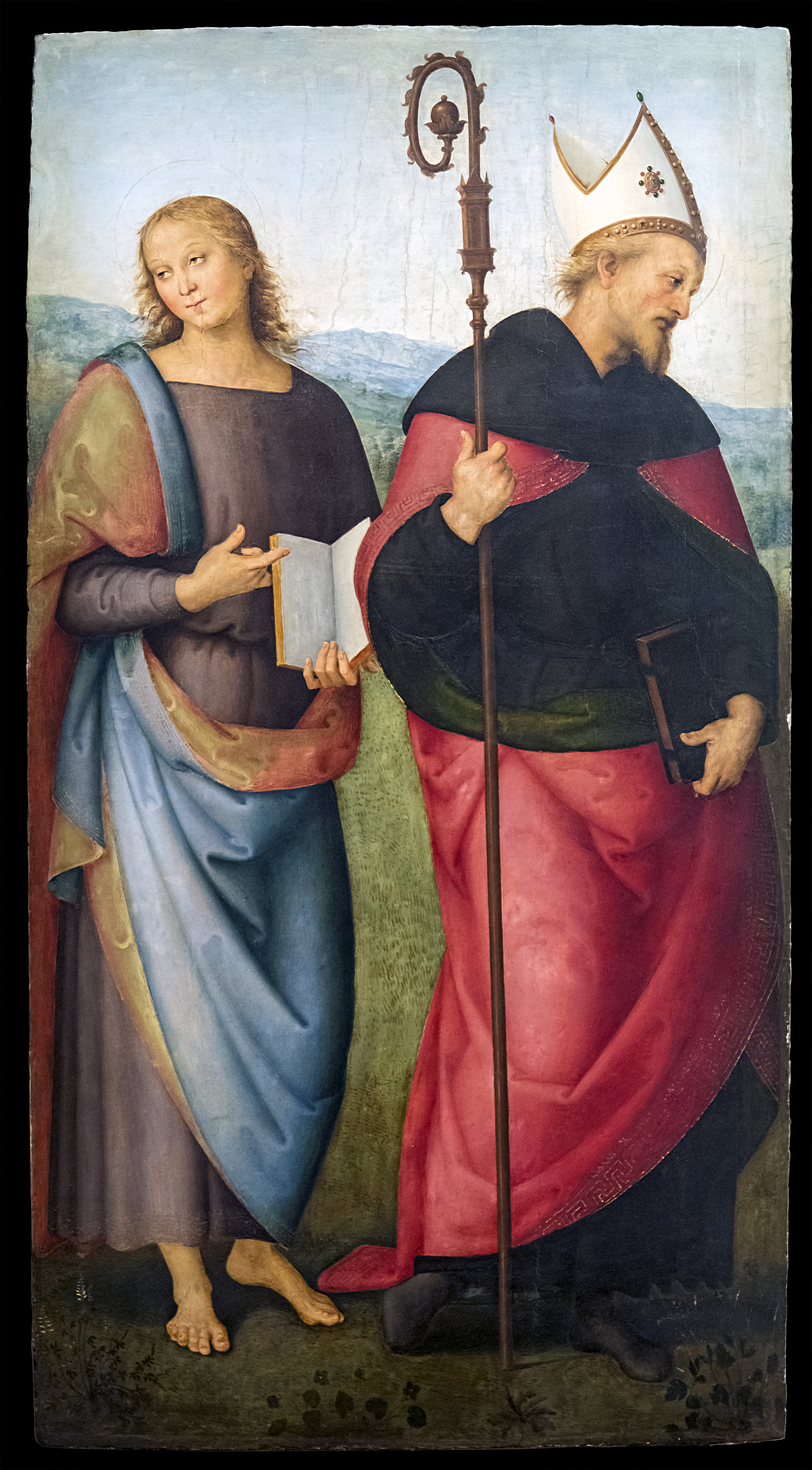
Sant Joan Evangelista i sant Agustí (1512-1523)
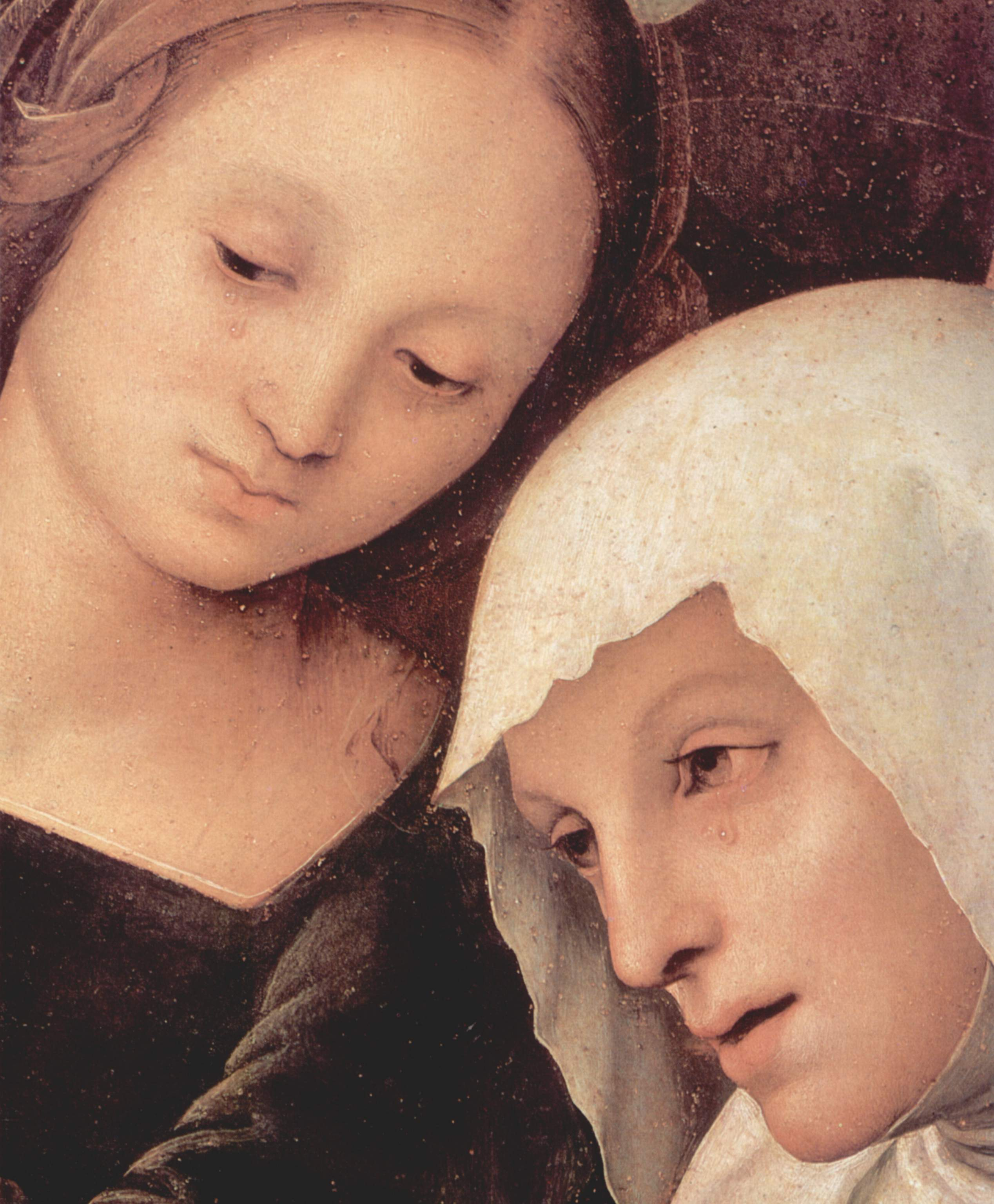